# Latouchia hunanensis
Latouchia hunanensis är en spindelart som beskrevs av Xu, Yin och Youhui Bao 2002. Latouchia hunanensis ingår i släktet Latouchia och familjen Ctenizidae. Inga underarter finns listade i Catalogue of Life.